# Teorema de convolución
En matemática, el teorema de convolución establece que, bajo determinadas circunstancias, la transformada de Fourier de una convolución es el producto punto a punto (o producto Hadamard) de las transformadas. En otras palabras, la convolución en un dominio (por ejemplo el dominio temporal) es equivalente al producto punto a punto en el otro dominio (es decir dominio espectral).
Sean {\displaystyle f} y {\displaystyle g} dos funciones cuya convolución se expresa con {\displaystyle f\ast g}.
(notar que el asterisco denota convolución en este contexto, y no multiplicación; a veces es utilizado también el símbolo {\displaystyle \otimes }).
Sea {\displaystyle {\mathcal {F}}} el operador de la transformada de Fourier, con lo que {\displaystyle {\mathcal {F}}[f]} y {\displaystyle {\mathcal {F}}[g]} son las transformadas de Fourier de f y g, respectivamente.
Entonces
{\displaystyle {\mathcal {F}}[f*g]={\sqrt {2\pi }}({\mathcal {F}}[f])\cdot ({\mathcal {F}}[g])}
donde · indica producto punto a punto. También puede afirmarse que:
{\displaystyle {\mathcal {F}}[f\cdot g]={\frac {{\mathcal {F}}[f]*{\mathcal {F}}[g]}{\sqrt {2\pi }}}}
Aplicando la transformada inversa de Fourier {\displaystyle {\mathcal {F}}^{-1}}, podemos escribir:
{\displaystyle f*g={\sqrt {2\pi }}{\mathcal {F}}^{-1}[{\mathcal {F}}[f]\cdot {\mathcal {F}}[g]]}

## Demostración
La demostración funciona para normalizaciones unitarias y no unitarias de la transformada de Fourier, pero en la versión unitaria tiene factores extras de {\displaystyle {\sqrt {2\pi }}} que son inconvenientes aquí. Sean {\displaystyle f,g\in L^{1}(\mathbb {R} ^{n})}
Sean {\displaystyle F} la transformada de Fourier de {\displaystyle f} y {\displaystyle G} la transformada de Fourier de {\displaystyle g}:
{\displaystyle F(\omega )=\int _{\mathbb {R} ^{n}}f(x)e^{-2\pi ix\cdot \omega }\,dx}
{\displaystyle G(\omega )=\int _{\mathbb {R} ^{n}}g(x)e^{-2\pi ix\cdot \omega }\,dx}.
Sea {\displaystyle h} la convolución de {\displaystyle f} y {\displaystyle g}
{\displaystyle h(z)=\int \limits _{\mathbb {R} ^{n}}f(x)g(z-x)\,\mathrm {d} x.}
Nótese que 
{\displaystyle \int \int |f(z)g(x-z)|\,dx\,dz=\int |f(z)|\int |g(z-x)|\,dx\,dz=\int |f(z)|\,\|g\|_{1}\,dz=\|f\|_{1}\|g\|_{1}.}
Del teorema de Fubini tenemos que {\displaystyle h\in L^{1}(\mathbb {R} ^{n})}, así que su transformada de Fourier está definida.
Sea {\displaystyle H} la transformada de Fourier de {\displaystyle h}:
{\displaystyle H(\omega )=\int _{\mathbb {R} ^{n}}h(z)e^{-2\pi iz\cdot \omega }\,dz=\int _{\mathbb {R} ^{n}}\int _{\mathbb {R} ^{n}}f(x)g(z-x)\,dx\,e^{-2\pi iz\cdot \omega }\,dz.}
Obsérvese que {\displaystyle |f(x)g(z-x)e^{-2\pi iz\cdot \omega }|=|f(x)g(z-x)|} y gracias al argumento de arriba podemos aplicar nuevamente el teorema de Fubini:
{\displaystyle H(\omega )=\int _{\mathbb {R} ^{n}}f(x)\left(\int _{\mathbb {R} ^{n}}g(z-x)e^{-2\pi iz\cdot \omega }\,dz\right)\,dx.}
Sustituyendo {\displaystyle y=z-x}; tenemos {\displaystyle dy=dz}, y por lo tanto:
{\displaystyle H(\omega )=\int _{\mathbb {R} ^{n}}f(x)\left(\int _{\mathbb {R} ^{n}}g(y)e^{-2\pi i(y+x)\cdot \omega }\,dy\right)\,dx}
{\displaystyle =\int _{\mathbb {R} ^{n}}f(x)e^{-2\pi ix\cdot \omega }\left(\int _{\mathbb {R} ^{n}}g(y)e^{-2\pi iy\cdot \omega }\,dy\right)\,dx}
{\displaystyle =\int _{\mathbb {R} ^{n}}f(x)e^{-2\pi ix\cdot \omega }\,dx\int _{\mathbb {R} ^{n}}g(y)e^{-2\pi iy\cdot \omega }\,dy.}
Estas dos integrales son las definiciones de {\displaystyle F(\omega )} y {\displaystyle G(\omega )}, así que:
{\displaystyle H(\omega )=F(\omega )\cdot G(\omega ).}
Que es lo que queríamos demostrar.
- Datos: Q2638931